# 顾长声
顾长声（1919年-2015年），江苏江阴县香山村人，中国基督教史研究专家，历史学家，现为美国公民。

## 早年
少年时，他的家庭非常贫苦，用顾的话说那是“贫民窟的生活”，1931年为“吃教”而皈依基督复临安息日会。

## 参与控诉运动
1951年中共建政之初，当反对美国“帝国主义”的控诉运动开展之后，顾长声成了揭露安息日会海外传教士活动的积极分子，“被中国共产党政府选为控诉委员会的成员”，并且后来还“被选为第三次反安息日会控诉大会的控诉人”，站在中共立场上控诉美国利用基督教传教士侵略中国的罪恶。在这些控诉大会中，顾坦白承认说，“我为美国基督教在中国的差会工作，完全是为了养家糊口”；后来有一次在沪北教会讲道说，但以理书第二章的那砸在大像脚上的石头就是共产主义，将遍满全球。

## 基督教在华史研究
后来因为中共要继续批判基督教，要求新成立的上海历史研究所仔细研究帝国主义利用基督教侵华史，由罗竹风教授负责这项科研新课题，于是顾在1957年被调到上海历史研究所作研究员。
顾长声本来不是研究历史的，与历史学拉不上关系，但罗竹风选择他撰写基督教在华史，是考虑到了他的背景。罗对顾说“这项任命已经定下来，我们对你的背景和能力也早已调查过。”原来，罗之前与顾的交往中发现顾“在教会学校从初中一年级一直读到高中毕业，对圣经相当熟悉”，对基督教的思维方式和运作方式都很了解；其次顾英文水平颇高，很熟悉英文钦定版圣经，能轻松查阅和翻译外文资料 ；最后也是最重要的，顾特别厌恶传教士，积极拥护中共的路线方针和对基督教的批判。
顾起初担忧研究的成果不合上级要求而受到放逐，甚至丧命，但顾说后来他决定“置名、利、生、死于度外，既已跻身史林，就应当成为一个诚实的历史工作者”。从1957年到1966年十年间，到图书馆搜集中外资料，到文革前夕，已大体上搜集了传教士在近代中国活动的中、英、俄、法文资料。但因为顾在抗日战争时加入过中华民国国军，并曾在美国安息日会开办的出版社里工作，所以文革期间被劳改了三年，书籍也没有写出。从1978年开始，顾开始在过去资料整理的基础上写作《帝国主义利用基督教侵略中国史》，后将书名改为《传教士与近代中国》，于1981年出版，后在1991年、2004年、2013年又出版第二版、第三版、第四版。

## 晚年
顾长声定居美国，1995年加入美国国籍，2009年出版英文自传《醒：顾长声回忆录》，在书中坦承“大多数传教士都是好的”，并在前言重炮挞伐中共和中共领导人给传教士都贴上帝国主义和文化侵略之代理人的标签、一直未停止用“瓦解和逼迫的手段打压基督徒”，顾又告诉他的英文读者中国的社会主义和共产主义是行不通的 。但顾的言论被人质疑“在海外大肆谴责中国当局有为自己在西方人面前大捞政治资本之嫌”，因当传教士站在有神论立场批判共产主义的时候，顾却在其《传教士与近代中国》中指斥他们积极反共。

## 传教士与近代中国
《传教士与近代中国》是一部近代基督教在华发展的通史，是关于传教士与近代中国关系的开山之作。以传教士东来的梗概作序曲，系统地记述了自鸦片战争讫1949年，传教士在中国活动的全过程。但观点比较陈旧，带有很强的时代特色，有明显的“历史为政治服务”的痕迹，对裨治文、赫德、李提摩太、丁韪良等人的评价有欠公允。即使到了2013年的第四版，顾笔下的众多传教士的形像仍然是阴暗的，大多数传教士依然是坏的，就连他们办学、开设医院、做慈善无不是带有险恶用心的。
沈弘在其翻译的丁韪良著作的《中国觉醒》的译者序中指出，顾在他的书中对丁韪良在《北京被围目击记》(The Siege in Peking)中的叙述断章取义，有意误导读者，指控丁韪良脱去道袍去抢劫，是个强盗 ；由于一般的读者很难查阅到丁韪良的原著，所以一般都把顾长声的说法和引文视为权威的根据 。
顾在书中也武断地宣称鸦片战争前的来华传教士从来没有谴责过鸦片贸易。但当时在华的传教士如裨治文就曾对鸦片的流弊表示了极大的愤慨。1832年3月，裨治文在《传教士先驱》发表文章抨击鸦片贸易对中国的危害，将鸦片描述为“折磨中国社会最大的罪恶之源”，并对中国毒品严重泛滥进行了深度描写，第一次使美国公众震惊地了解西方商人在中国的鸦片走私活动 。
另外，顾也指控戴德生为英国侵略者搜集情报，为英国商人对内地的经济掠夺出力。“在内地会每一个传教士的身边，都藏有一本内地会自编的密电码，所到之处搜集情报后就用密码发到上海内地会办事处，再转发到伦敦，有些经济情报就转给上海的英商。
但蔡锦图、亦文、海恒博（A. J. Broomhall），都已经对顾的指控做了反驳 。蔡锦图指出顾的论述显示了他对“晚清及民国资讯传递方式的不了解，……仅凭一本当时公开出版并公开使用的电码本，而暗示戴德生及内地会的传教士德行有亏，显然是没有任何历史根据的妄言。” 顾在2013年的版本中删掉了指控戴德生搜集情报的内容。

## 其他著作
- 《容闳——向西方学习的先驱》
- 《从马礼逊到司徒雷登》
- 《马礼逊评传》
- 《醒：顾长声回忆录》（Awaken: Memoirs of A Chinese Historian）